# Parafia św. Jana Chrzciciela w Kowalach Oleckich
Parafia Świętego Jana Chrzciciela w Kowalach Oleckich – rzymskokatolicka parafia leżąca w dekanacie Olecko – Niepokalanego Poczęcia Najświętszej Maryi Panny należącym do diecezji ełckiej. Erygowana w 1962.